# Petersonova letecká základna
Petersonova letecká základna (anglicky Peterson Air Force Base; kód IATA je COS, kód ICAO KCOS, kód FAA LID COS) je vojenská letecká základna letectva Spojených států amerických nacházející se v bezprostřední blízkosti města Colorado Springs ve státě Colorado. Petersonova základna sdílí veškeré své ranveje s civilním letištěm City of Colorado Springs Municipal Airport, takže se de facto jedná o kombinované, vojensko-civilní letiště. Základna byla pojmenována podle poručíka Edwarda Josepha Petersona, který zemřel během letecké nehody na tomto letišti v roce 1942. Na Petersonově základně sídlí Americké severní velitelství (United States Northern Command; USNORTHCOM), Severoamerické velitelství protivzdušné obrany (North American Aerospace Defense Command; NORAD) a Velitelství vzdušných a vesmírných sil (Air Force Space Command; AFSPC).